# Aderus diehli
Aderus diehli é uma espécie de inseto besouro da família Aderidae. Foi descrita cientificamente por Maurice Pic em 1954.

## Distribuição geográfica
Habita em Peru.